# Tidsrejsen 2
 For alternative betydninger, se Tidsrejsen. (Se også artikler, som begynder med Tidsrejsen)
Tidsrejsen 2 er en dansk tv-julekalender fra 2024, som er skrevet af Andrea Winding, Poul Berg og Mikkel Bak Sørensen efter Berg og Sørensens koncept, og er instrueret af Poul Berg for DR. Julekalenderen havde premiere den 1. december 2024 og er en selvstændig fortsættelse af DRs julekalender Tidsrejsen fra 2014. Julekalenderen består af 24 afsnit a ca. 25 min. varighed. Tidsrejsen 2 er som den forhenværende serie optaget i Dragør og på Middelaldercentret i Sundby på Lolland i 2023.
Til Tidsrejsen 2 er der blevet skrevet en roman af Merlin P. Mann, Tidsrejsen: En helt ny tid, der udkom den 1. november 2024 og fortæller om, hvad der er hændt for den tidligere kalenders ene hovedperson Sofie Villadsen, hovedpersonen i Tidsrejsen, mellem de to serier. Serien havde i gennemsnit 800.000 seere.
I 2025 blev julekalenderen efterfulgt af spin-off-tv-serien Tidsrejsen - Arven efter Drago, der havde Holly og Laurentius Drago i hovedrollerne.

## Handling
Tidsrejsen 2 følger nye hovedpersoner, Romeo Jensen og Holly Storm. Romeo, som aldrig har kendt sin far, har længe haft en mistanke om, at der tidligere har fundet tidsrejser sted i Dragør, og at hans mystiske far muligvis var tidsrejsende. Desuden tror han, at vikaren i deres klasse, Sofie Villadsen, har haft noget med det at gøre. Romeo bor og arbejder på det nedslidte Hotel Dragør sammen med sin mormor og mor.
I troen om, at det kan føre ham tættere på sandheden om, hvad der er sket med sin far, forsøger Romeo at få hjælp fra Holly til at finde ud af mere om Sofie. Hun går med til det, hvilket er helt uventet, eftersom familierne Storm og Jensen har været i strid med hinanden i flere generationer.
Holly giver ikke meget for Romeos tossede teorier om tidsrejser, og hun bliver mildest talt overrasket, da hun opdager, at Romeo har ret. Sofie har en tidsmaskine, som Romeo vil have fingrene i, men for at Holly vil hjælpe ham skal hun til gengæld få lov at bruge Sofies tidsmaskine til at rejse tilbage og snakke med sin afdøde farfar, for at overbevise han om, at hun er den rette arvtager til hendes families rejseselskab, Storm Rejser.
Sofie Villadsens farfar, Alfred Villadsen, som Sofie opfandt den oprindelige tidsmaskine, gyroen, med, er egentlig afdød i nutiden, men Sofie bruger sin tidsmaskine til at rejse tilbage i tiden og besøge og snakke med ham.
Gennem julekalenderen bliver der rejst både frem og tilbage i tiden, blandt andet til 1990'erne og helt til middelalderen.
Selv om Sofie destruerede den oprindelige gyro, hende og hendes farfar opfandt og færdigbyggede i 2014, har hun skabt en mindre udgave af denne, som hun bærer som en halskæde. Med den, rejser hun tilbage ganske få sekunder i tiden ad gangen, for at standse ulykker i Dragør.

## Medvirkende

### Familien Jensen
- Frederik Thoft som Romeo Jensen
- Kenneth M. Christensen som agent Lacobus, Romeos far
  - Maximilian H. Hale som Lacobus som ung
- Lise Baastrup som Emma Jensen, Romeos mor
  - Noor Luciah Poulsen som Emma Jensen i 1994
- Michelle Bjørn Andersen som Lotte Jensen, Romeos mormor
  - Sofia Nolsøe Mikkelsen som Lotte Jensen i 1994

### Famillien Storm
- Lærke Krabbe De Waal som Holly Storm
- Andreas Jebro som Asger Storm, Hollys far
  - Samuel Glem Zeuthen som Asger Storm i 1994
- Emilie Mørkøv Ullerup som Helene Storm, Hollys mor
  - Sne Seloy Klok som Helene Storm i 1994
- Miley Millias som Paloma Storm, Hollys lillesøster
- Victor Madsen som Sunny Storm, Hollys storbror
- Morten Suurballe som Karl Storm, Hollys farfar
  - Alexander Clement som Karl Storm i 1994
- Rasmus Hammerich som fyrst Drago, en Middelalderslægtning til familien Storm

### FraTidsrejsen 1
- Bebiane Ivalo Kreutzmann som Sofie Villadsen
- Lars Knutzon som Alfred Villadsen
- Karen-Lise Mynster som Ruth Villadsen
- Kurt Ravn som agent Grå
- Sigurd Holmen le Dous som agent Rød

### Skolens personale og elever
- Nessie Mehrnaz Beik som Rektor Laura
- Kanya Natasja Rørbæk som Pædagog
- Esther Thaulow Kharosh som Pi
- Magnus Kirk Street Mølgaard som Lucas
- Selina Alkassem som Alma
- Elton Liam Hanson Korterup som Elias

### Fortid, nutid og fremtid
- Prinsesse Josephine som Kate, Helenes veninde i 1994
- Elisa Mengsteab Haile som Pernille
- Mikkel Baden-Jensen som Henrik Delurant
- Ida Bendix Skelbæk-Knudsen som Frk. Sculabia
- Alexander Behrang Keshtkar som Betjent Jens
- Anna Bruus Christensen som CEO'en for Storm Rejser i 2054 (Paloma Storm fra fremtiden, som udgiver sig for at være fremtidens Holly)
- Mads Hjulmand som Tidsturist
- Mathilde Passer som Tidsturist
- Julian Brix som Laurentius Drago

## Produktion
Tidsrejsen 2 er skrevet af Poul Berg og Mikkel Bak Sørensen og samtlige 24 afsnit er instrueret af Berg.
I oktober 2023 optog DR en række scener på Middelaldercentret ved Nykøbing Falster, som danner ramme om Dragør i middelalderen. Der er også optaget adskillige scener i nutidens Dragør, bl.a. Dragør Skole. Vor Frue Kloster Helsingør er brugt til Dragos borg, mens Agent Sorts kontor er optaget på Frederiksborg Slot i Hillerød.

## Modtagelse
Efter afsnit 12 skrev Ekstra Bladets anmelder Rene Fredensborg, at serien var for abstrakt og derfor ikke var til børn, og at den indeholdt for mange svære ord og begreber i hvert fald for mindre børn. Fredensborg gav tre ud af seks stjerner. BTs anmelder var heller ikke begejstret for første afsnit.
I en artikel i BT beskrev man flere fejl som bl.a. at man i 1994 hørte Me & Mys sang "Dub-I-Dub", som først udkom i 1995, samt at prins Joachim var med til indvielsen af Storebæltsbroen i december, til trods for at den blev indviet i oktober. Til kritikken svarede chefen for DR Drama, Henriette Marienlund, at det var ".. skabe en stemning og en oplevelse, der bringer seerne tilbage til 90'erne" og at "et musiknummer som Me & Mys gamle 90'er-hit "Dubidub", ikke udkommet i 1994, men er ikonisk for 90'erne og vil straks sende publikum tilbage til denne tid. Hvilket er det, der har været vigtigst for os'".

### Seertal
| Afsnit | Seertal   | Afsnit | Seertal | Afsnit | Seertal | Afsnit | Seertal |
| ------ | --------- | ------ | ------- | ------ | ------- | ------ | ------- |
| 1      | 1.062.000 | 7      | 728.000 | 13     |         | 19     |         |
| 2      | 966.000   | 8      | 575.000 | 14     |         | 20     |         |
| 3      | 847.000   | 9      |         | 15     |         | 21     |         |
| 4      | 840.000   | 10     |         | 16     |         | 22     |         |
| 5      |           | 11     |         | 17     |         | 23     |         |
| 6      |           | 12     |         | 18     |         | 24     |         |

## Episoder
| # | Titel                            | Første sendedag   |
| --- | -------------------------------- | ----------------- |
| 01 | "Min vikar er tidsrejsende"      | 1. december 2024  |
| Romeo søger efter sin far, som han aldrig har mødt. Han begynder at mistænke sin vikar, Sofie, for at have en særlig forbindelse til tidens mysterier. Romeo deler sin teori med klassens nye pige, Holly, og en uventet begivenhed får Romeo til at tro, at hans mistanker måske ikke er helt ubegrundede. |                                  |                   |
| 02 | "En snedig plan"                 | 2. december 2024  |
| Holly får en idé, der kan hjælpe med at skaffe Hotel Dragør tilbage til sin familie. For at nå sit mål forsøger hun at blive gode venner med Romeo, for som det kendte ordsprog lyder, "Hold dinne venner tæt, men dine fjender endnu tættere". Sammen beslutter de at undersøge Sofies lejlighed for at lede efter beviser på hendes forbindelse til tidsrejser, men deres plan går ikke som forventet, da de næsten bliver opdaget af Sofie, der er en tur hjemme i en arbejdspause.                                                                                           |                                  |                   |
| 03 | "Den store afsløring"            | 3. december 2024  |
| Sofie opsøger en ældre slægtning for at få råd, da hun frygter, at hendes hemmelighed er i fare. Imens arbejder Romeo og Holly på en plan for at afsløre Sofies mysterium under skolens årlige krybbespil og få fat i en vigtig genstand. |                                  |                   |
| 04 | "Tilbage til 1994"               | 4. december 2024  |
| Romeo og Holly rejser til 1994, hvor de møder mange velkendte ansigter fra egen tid men i yngre versioner. De søger efter spor, der kan føre dem til Romeos far, men må skjule deres sande identitet og oprindelse. Romeo kommer på ideen om at få julehjælpsarvehde på Hotel Dragør, for at få dem tættere på både Hollys bedstefar og stedet, hvor Romeos mor første gang var vidne til en pludselig forsvinden. |                                  |                   |
| 05 | "En mystisk forsvinden"          | 5. december 2024  |
| Karl Storm er i fuld gang med forberedelserne til reklamefilmen for rejseselskabets julerejser, mens Holly gør sit bedste for at opnå sin unge farfars opmærksomhed. Romeo optrapper sin efterforskning af sin far, da han bliver vidne til en mystisk og pludselig forsvinden af en hotelgæst i et velkendt grønt lysglimt. |                                  |                   |
| 06 | "En overbevisende optræden"      | 6. december 2024  |
| Romeo og Holly fortsætter jagten på den manden, de mener er ansvarlig for hotelgæstens forsvinden. Samtidig ankommer de rigtige "julehjælpere", som de to børn havde givet sig ud for at være, og de må derfor finde på kreative løsninger for at undgå at blive smidt ud af hotellet af Hollys farfar. Under indspilningen af Storm Rejsers reklamefilm går det helt galt, og Holly og Romeo er nødsaget til at hjælpe til for at redde situationen, dog med den problematiske konsekvens, at de får de yngre versioner af Hollys forældre fra 1994 til at slå op med hinanden. |                                  |                   |
| 07 | "Kend og knus din fjende"        | 7. december 2024  |
| Versionen af Asger fra 1994 ønsker at fejre sit nye liv som single og arrangerer en stor fest for at komme videre fra forholdet til Hollys mor, Helene. Holly og Romeo gør alt, hvad de kan, for at få dem til at finde sammen igen, for at sikre, at Holly stadig vil komme til at eksistere i fremtiden og dermed nutiden. Men ved festen afsløres nye hemmeligheder, som skaber en konflikt mellem Romeo og Holly, og Romeo kommer til at tvivle på, om han kan stole på hende længere.                                                                                       |                                  |                   |
| 08 | "En vinderhånd"                  | 8. december 2024  |
| Efter skænderiet mellem Romeo og Holly lægger de hver især planer om at hjælpe deres bedsteforældre med deres kommende pokerspil. Romeo hilser på en ny gæst, der ankommer til hotellet, og han indser hurtigt, hvem gæsten egentlig er. |                                  |                   |
| 09 | "Fanget i en anden tid"          | 9. december 2024  |
| Holly vender tilbage til 2024 uden Romeo og indser snart konsekvenserne af ændringerne i begivenhederne. Romeo er dukket op i en anden tidsalder og bliver fanget og anbragt i fangehullet, men han er ikke alene. |                                  |                   |
| 10 | "En farlig mission"              | 10. december 2024 |
| Fanget i middelalderen forsøger Romeo at flygte fra fangehullet. Fyrst Drago har store planer for sin søns fremtid, hvilket involverede Romeo. Holly har desperat brug for at reparere den ødelagte gyro, hendes eneste chance er at overbevise Sofie om at hjælpe hende. |                                  |                   |
| 11 | "Dobbelt bedrag"                 | 11. december 2024 |
| Romeo begynder at træne til ridderturneringen, mens han prøver at lokke Laurentius til at afsløre detaljer om fyrst Dragos hemmelige plan. Karl Storm får uventet besøg fra fremtiden, mens Holly skal bruge beskidte tricks for at få gyroen. |                                  |                   |
| 12 | "Hertuginden og mundskænken"     | 12. december 2024 |
| Holly er ankommet til middelalderen og har snart fyrst Dragos vagter på halen, hvilket tvinger hende til at foregive at være en anden. Uheldige omstændigheder tvinger Holly og Romeo til at arbejde sammen for at komme hjem igen. |                                  |                   |
| 13 | "Kærlighedens uransagelige veje" | 13. december 2024 |
| Mødet mellem Laurentius og den falske Miss Sculabia har et uventet udfald. Holly og Romeo er i desperat jagt efter gyroen og deres billet hjem, men en jaloux Laurentius laver problemer med deres planer. |                                  |                   |
| 14 | "Den store ridderturnering"      | 14. december 2024 |
| Det er dagen for den store ridderturnering. Holly gør sit bedste for at hjælpe Romeo, da turneringen tager en kaotisk drejning, med endnu en stor åbenbaring. Vil Romeo og Holly nå at få fat i gyroen, før de bliver fanget? |                                  |                   |
| 15 | "Kan du tilgive mig?"            | 15. december 2024 |
| Lacobus får en sidste chance for at blive fritaget for sit hverv for Storm Rejser. Romeo og Holly vender tilbage til nutiden. Romeo får noget af en overraskelse, da han vender tilbage til hotellet. Det ser ud til, at Holly har udeladt visse detaljer. |                                  |                   |
| 16 | "Besøg fra fremtiden"            | 16. december 2024 |
| Romeo bliver vækket midt om natten, af en person, der går gennem sine ting. Da han er bange, prøver han at flygte. Holly får uventet besøg af en unavngiven person fra fremtiden, som stiller hende for et ultimatum. |                                  |                   |
| 17 | "Det ultimative bedrag"          | 17. december 2024 |
| Romeos far, der pludselig dukker op på hotellet, passer ikke godt hos Emma og Lotte, som får ham til at arbejde hårdt for at vinde deres tillid. Holly er under et stærkt pres fra sin bedstefar for at få gyroen tilbage. Hvor langt er hun villig til at gå? |                                  |                   |
| 18 | "Med far på arbejde"             | 18. december 2024 |
| Hollys handlinger viser sig at give Storm Rejser endnu mere magt. Vred og hævngerrig slår Romeo sig sammen med Lacobus for at give Karl Storm en smag af sin egen medicin. |                                  |                   |
| 19 | "Agent Grå og Rød"               | 19. december 2024 |
| To velkendte ansigter dukker op for at afslutte det, Romeos far ikke kunne, agent Grå og agent Rød. Romeo har andre planer, og beder Sofie om hjælp. Hos Storm er stemningen anspændt. Holly indser, at hendes følelser for Romeo har fået drømmene om hendes fremtid til at ændre sig. |                                  |                   |
| 20 | "Gøgleri og fangeflugt"          | 20. december 2024 |
| Romeo og Emma er blevet sendt til middelalderen. For at forsøge at få adgang til fyrst Dragos slot slutter de sig til en gruppe gøglere, med det mål at befri hele tiden fanger. Deres plan vil kræve en prisvindende præstation. |                                  |                   |
| 21 | "Hollys nye jeg"                 | 21. december 2024 |
| Romeo og Emma er stadig fanget i middelalderen, hvor to gange turister, der rejser med Storm Rejser, dukker op. De bringer en masse ny information. Holly vågner ret forvirret i en anden tid. Hvor er hun og er hun stadig Holly? |                                  |                   |
| 22 | "En farlig dreng"                | 22. december 2024 |
| Holly viser sig at have et unikt talent som fremtidig rejseleder for Storm Rejser. Alle på akademiet er imponerede. Romeo rejser til fremtiden, så red Holly, og opdag, hvordan Storm Rejser viser sig at fungere. |                                  |                   |
| 23 | "Det endelige opgør"             | 23. december 2024 |
| Holly modtager en advarsel om Romeos forestående fare for Storm Rejsers fremtid. Af Holly og Romeo er at forblive venner, de er nødt til at tage endelig stilling mod hovedet af Storm-familien. |                                  |                   |
| 24 | "Det sidste kapitel"             | 24. december 2024 |
| Holly og Romeo er vendt tilbage til, hvor det hele begyndte, og ser tilbage på en lang rejse sammen, som ikke er slut endnu. Vil deres familier gøre det godt igen inden juleaften, og vil de to venner mødes igen, når tidslinjen ændres? |                                  |                   |